# Liste des radios en Polynésie française
Cet article dresse la liste des radios en Polynésie française, la Polynésie française étant composée de cinq archipels regroupant 118 îles dont 67 habitées : l'archipel de la Société, l'archipel des Tuamotu, l'archipel des Gambier, l'archipel des Australes et les îles Marquises. La Polynésie française est située dans le sud de l'océan Pacifique, à environ 6 000 kilomètres à l’est de l’Australie. La Polynésie française est devenue aujourd'hui une collectivité d'outre-mer (COM) de la République française, bénéficiant d'une large autonomie par rapport au gouvernement métropolitain.

## Liste alphabétique
- NRJ Polynésie
- Polynésie 1re (Faaʻ) : depuis 2010 ; Radio-Tahiti de 1949 à 1954, RFOM Radio-Tahiti de 1954 à 1955, SORAFOM Radio-Tahiti de 1955 à 1962, R.T.F. Radio-Tahiti de 1962 à 1964, O.R.T.F. Radio-Tahiti de 1964 à 1975, FR3-Tahiti de 1975 à 1982, RFO-Tahiti de 1982 à 1999, Radio Polynésie de 1999 à 2010
- Radio 1 (Papeete)
- Radio Bora Bora (Vaitape)
- Radio Faa'a-Taui FM (Faaa) : depuis 2003
- Radio La Voix De l'Espérance (Papeete)
- Radio Maohi (Hitia’a O Te Ra) : depuis 1986
- Radio Maria No Te Hau (Papeete) : depuis 1997
- Radio Marquises, ancienne appellation Radio Umetai (Nuku Hiva): depuis 1981
- Radio Nono (Tahiti)
- Radio Paofaï (Papeete)
- Radio Tahiti Nui FM (Papeete)
- Radio Tanginui Makemo (Pouheva)
- Radio Tavania Taïarapu (Taiarapu-Ouest)
- Radio Te Oko Nui (Nuku Hiva)
- Radio Te Reo No Tubuai (Mataura)
- Radio Te Reo Tuamotu (Avatoru)
- Radio Te Vevo No Papara (Papara)
- Tiare FM (Papeete)